# Прва лига Србије у рукомету
Прва лига Србије у рукомету је други степен лигашких рукометних такмичења у Србији. Лига је формирана 2006. након распада заједничке државе Србије и Црне Горе. Виши ранг такмичења је Суперлига Србије, а нижи Друга лига Србије која има шест група истог нивоа: Златибор, Исток, Копаоник, Морава, Север и Центар. 
Прва лига Србије се у првих шест сезона састојала од 16 клубова који су учествовали у заједничком такмичењу. Од сезоне 2012/13. подељена је на четири регионалне групе: Запад, Исток, Север и Центар, а свака од њих броји по 12 клубова. У сезонама 2012/13. и 2013/14. се након завршеног такмичења унутар група формирала заједничка Мини Прва лига у којој су учествовала по 2 најбоље пласирана клуба из сваке од четири групе. Тада су два најбоље пласирана клуба Мини Прве лиге такмичење наредне сезоне настављала у Суперлиги Србије.
Од сезоне 2014/15. укинута је Мини Прва лига, а победници регионалних група обезбеђују место у Супер Б рукометној лиги наредне сезоне.

## Победници свих првенстава

### 2007—2014
| Сезона   | Бр. клуб. | Првак                    | Бодови | Другопласирани       | Бодови |
| 2006/07. | 16        | Жупа, Александровац      | 44     | Раднички, Крагујевац | 43     |
| 2007/08. | 16        | Прибој, Прибој           | 49     | Црвенка, Црвенка     | 46     |
| 2008/09. | 16        | Динамо, Панчево          | 47     | Смедерево, Смедерево | 41     |
| 2009/10. | 16        | Пожаревац, Пожаревац     | 43     | Врање, Врање         | 41     |
| 2010/11. | 16        | Рудар, Костолац          | 46     | Обилић, Београд      | 44     |
| 2011/12. | 16        | Зајечар, Зајечар         | 51     | Врбас , Врбас        | 47     |
| 2012/13. | 48        | Спартак Војпут, Суботица | 16     | Морава, Велика Плана | 16     |
| 2013/14. | 48        | Планинка, Куршумлија     | 20     | Пожаревац, Пожаревац | 19     |

### 2015—
| Сезона   | Бр. клубова | Прва лига Исток            | Прва лига Исток | Прва лига Запад          | Прва лига Запад | Прва лига Север          | Прва лига Север | Прва лига Центар          | Прва лига Центар |
| Сезона   | Бр. клубова | Првак                      | Бод.            | Првак                    | Бод.            | Првак                    | Бод.            | Првак                     | Бод.             |
| -------- | ----------- | -------------------------- | --------------- | ------------------------ | --------------- | ------------------------ | --------------- | ------------------------- | ---------------- |
| 2014/15. | 48          | Топличанин, Прокупље       | 38              | Шамот 65, Аранђеловац    | 42              | Пролетер, Зрењанин       | 35              | Обилић, Београд           | 39               |
| 2015/16. | 47          | Врање 1957, Врање          | 38              | Прибој, Прибој           | 42              | Инђија, Инђија           | 30              | Синђелић, Београд         | 34               |
| 2016/17. | 48          | Бела Паланка, Бела Паланка | 42              | Раднички 2, Крагујевац   | 40              | Кикинда, Кикинда         | 38              | Мачва, Богатић            | 34               |
| 2017/18. | 45          | Житорађа, Житорађа         | 40              | Победник, Пријепоље      | 35              | Лавови БП, Бачка Паланка | 35              | СЦ Вождовац 2012, Београд | 35               |
| 2018/19. | 46          | Јагодина, Јагодина         | 39              | Прва петолетка, Трстеник | 40              | Сивац 69, Сивац          | 42              | Смедерево, Смедерево      | 36               |